# HD 181433 d
HD 181433 d는 공작자리 방향으로 지구로부터 약 87 광년 떨어진 곳에 있는 항성 HD 181433 주위를 도는, 외계 행성이다. 최소 질량은 목성의 0.54배, 1 공전주기는 2172일이다. 평균 공전궤도 크기는 3.00 천문단위이다. 근일점에서의 거리는 태양~화성 거리와 비슷한 1.56 천문단위이며, 원일점에서는 4.44 천문단위까지 물러난다. 여기서 계산한 궤도이심률은 0.48이다.

## 같이 보기
- HD 181433 b
- HD 181433 c